# 延陵生
延陵生（?—?），戰國初期晋国赵氏的人物。
赵襄子得罪了智伯瑶，谋臣张孟谈劝赵襄子撤到晋阳固守。自从赵简子启用董安于治理晋阳，后来尹泽继承董安于，晋阳成为赵氏之都。赵襄子派延陵生率领车马先去晋阳，巡视城郭，巡查府库，视察仓廪。后来赵氏以晋阳为基础，在晋阳之战击败智伯。